# Albert-François de Trazegnies
 (mars 2017).
Si vous disposez d'ouvrages ou d'articles de référence ou si vous connaissez des sites web de qualité traitant du thème abordé ici, merci de compléter l'article en donnant les références utiles à sa vérifiabilité et en les liant à la section « Notes et références ».
Albert-François de Trazegnies, vicomte de Clermont et de Bilstein (1633-1699).

## 2efilsdeGillion-OthonIerde Trazegnies
Page de Léopold-Guillaume de Habsbourg, ensuite à la collégiale Sainte-Waudru et de Saint-Germain à Mons, prévôt de Nivelles, chanoine de Tournai, premier sommelier des courtines de la chapelle des Archiducs Léopold et Juan d'Autriche et de Maximilien de Malaspina. Désigné en 1695 pour l'évêché de Namur, il refuse cette dignité. C'est lui qui fait élever, par le sculpteur Willem Kerrickx (1652-1719) de Termonde, le splendide mausolée en marbre, noir et blanc, de la collégiale Sainte-Gertrude de Nivelles, où se trouvent, son frère Ferdinand (mort en 1684), sa tante Anne (morte en 1667), et sa nièce Jacqueline (morte en 1735).

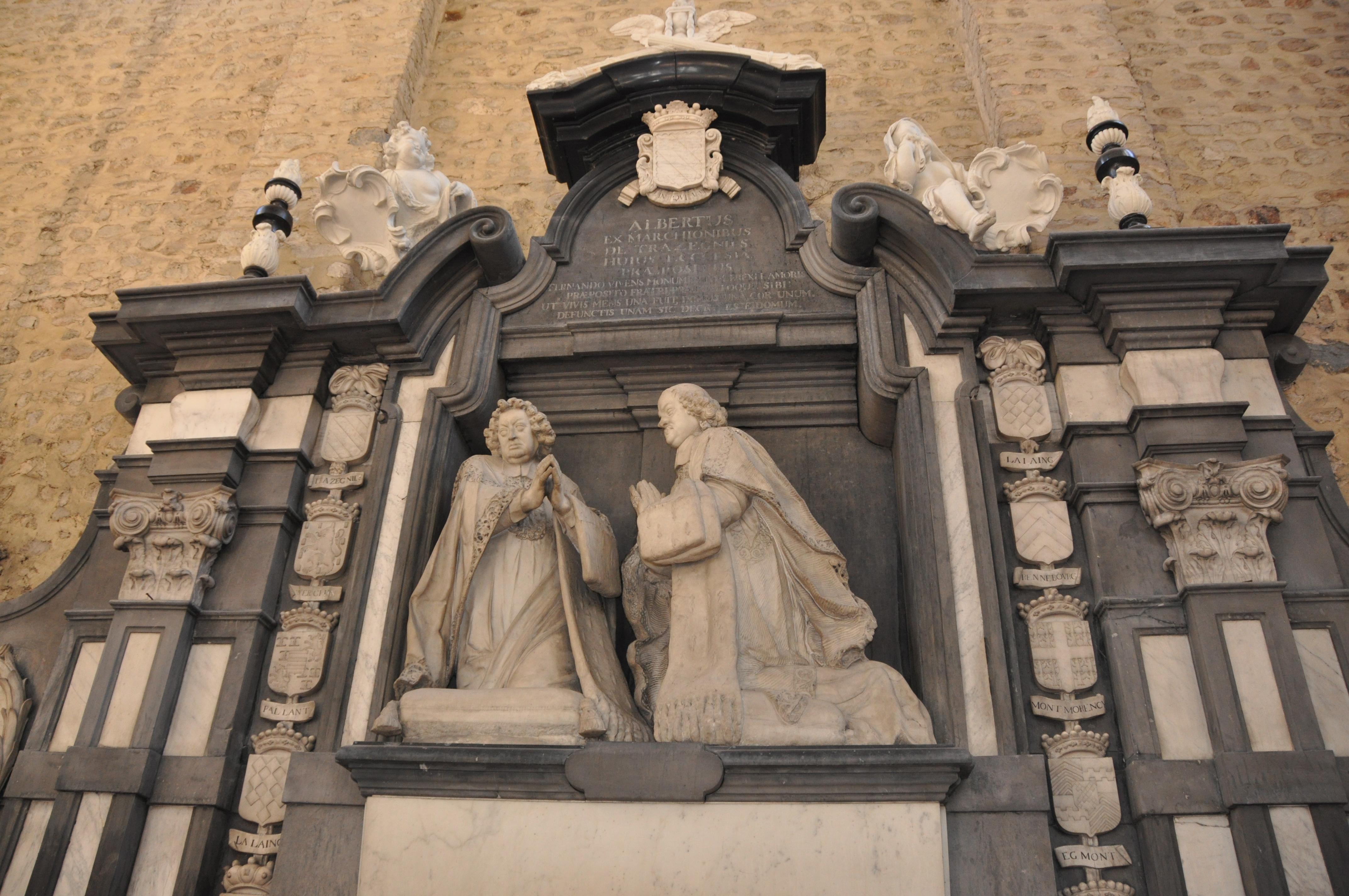
Mausolée de la famille de Trazegnies à Nivelles Collégiale Sainte-Gertrude de Nivelles
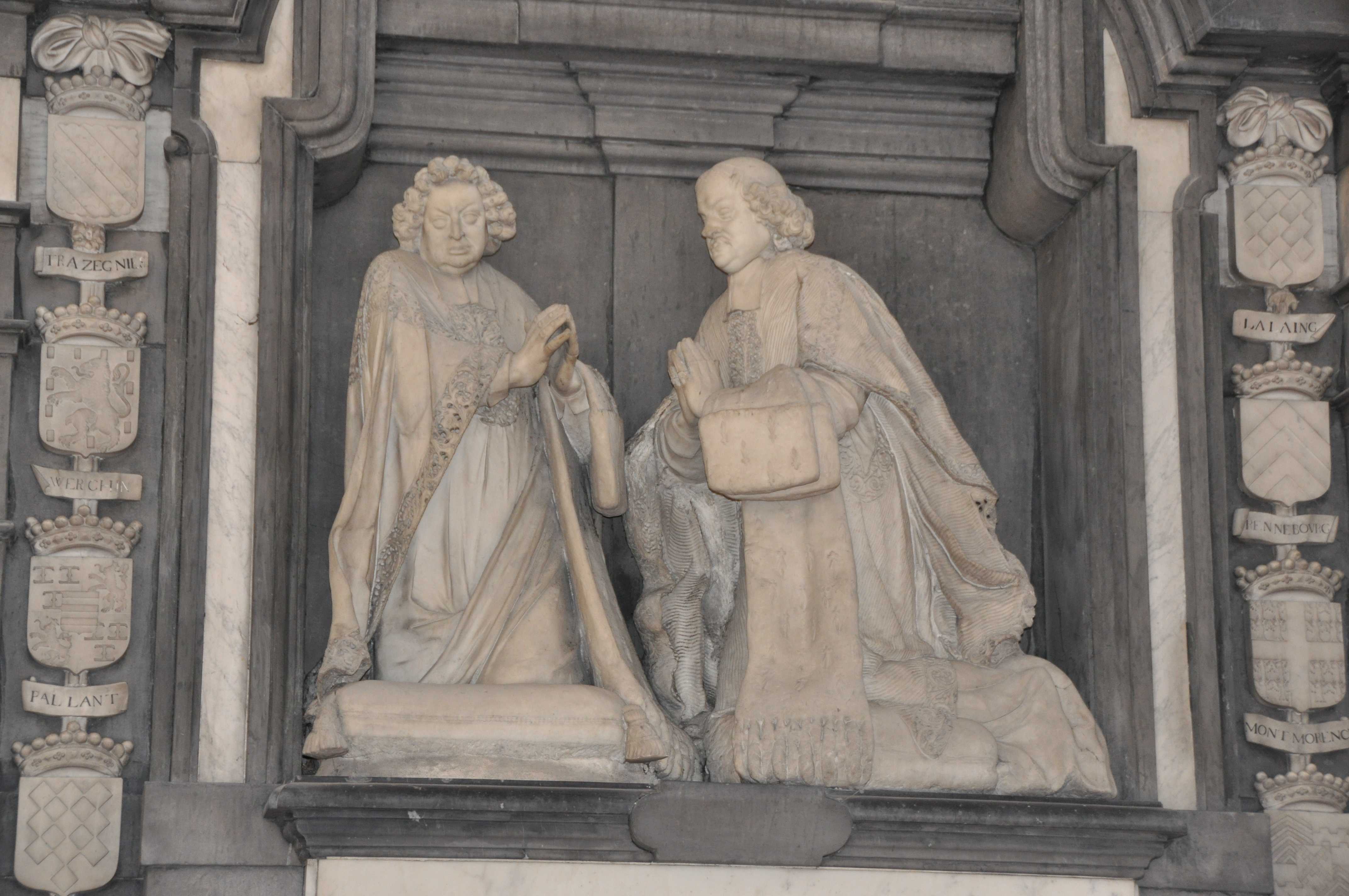
Albert-François et Ferdinand-François de Trazegnies Collégiale Sainte-Gertrude de Nivelles

### Articles connexes

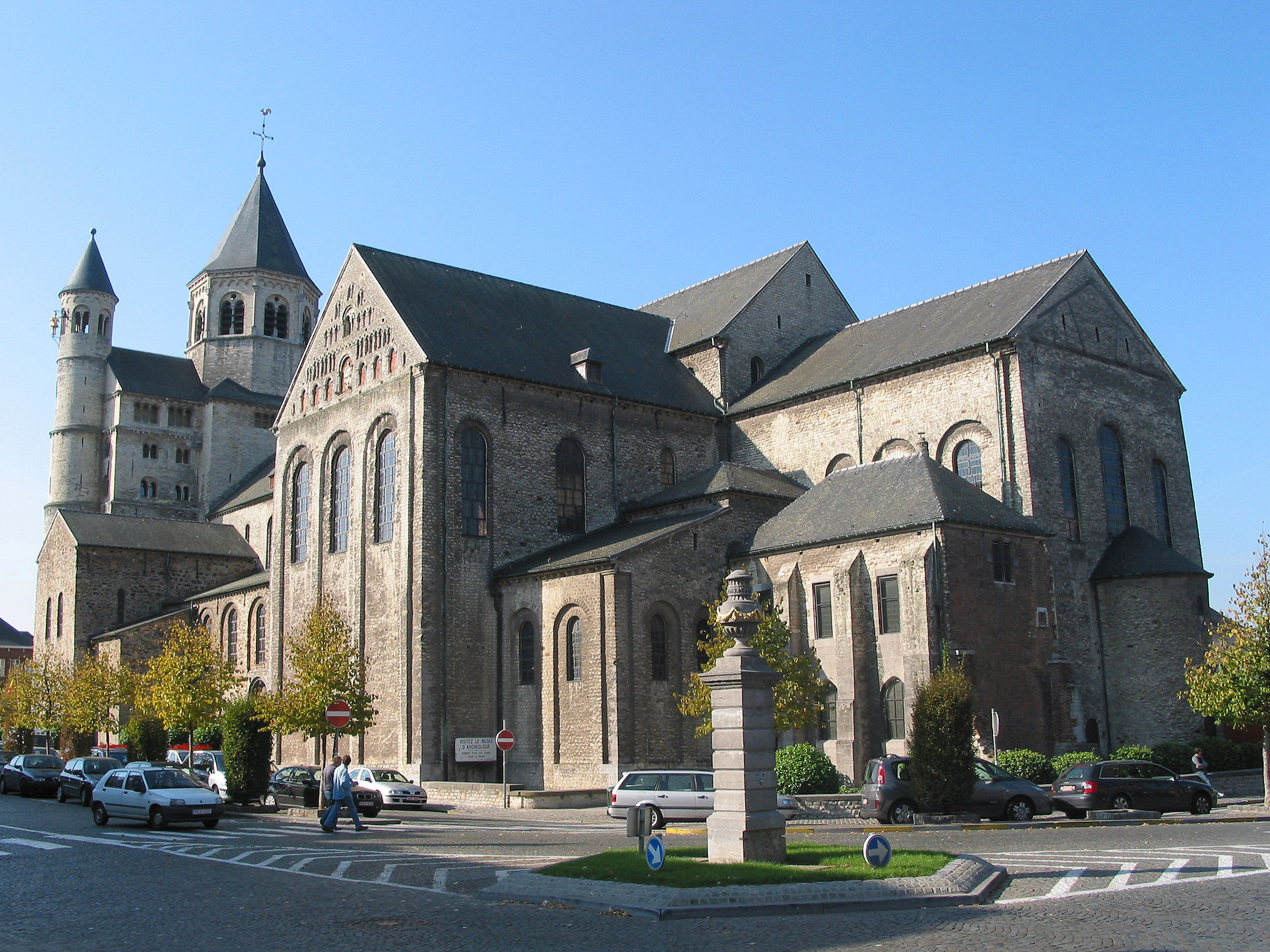
Collégiale Sainte-Gertrude de Nivelles